# ۶۹۹ (میلادی)

## زادروزها
- امام ابوحنیفه، از عالمان اسلامی.